# Noodstudio NOS

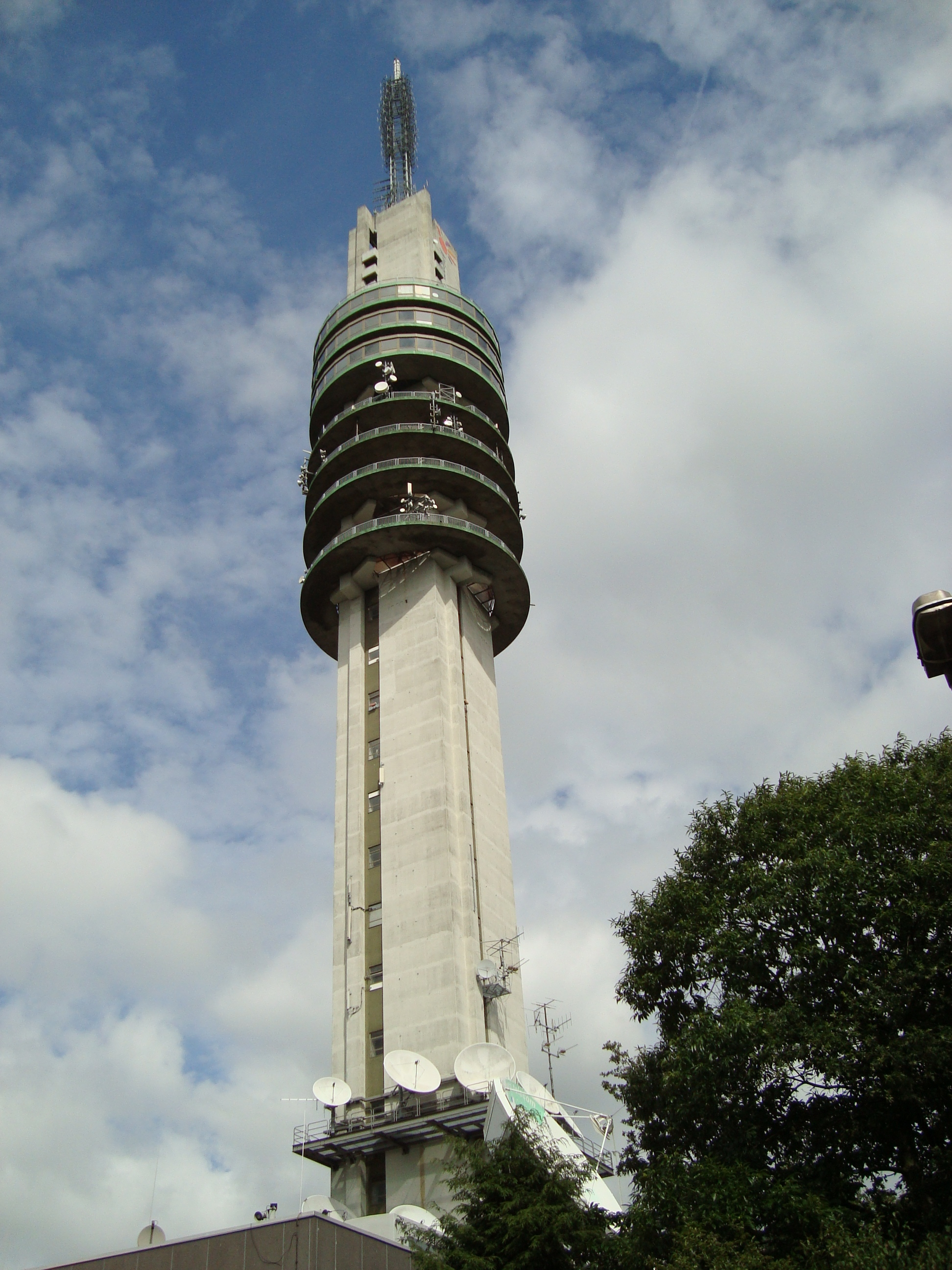
Zendmast op het Mediapark.

De noodstudio van de Nederlandse Omroep Stichting is een radiostudio van deze publiek omroep net buiten het Media Park in Hilversum.
De radiostudio bevindt zich in een bunker onder het verbindingscentrum naast de Alticom-zendmast aan de Witte Kruislaan. De radiostudio is mede ontworpen door het Ontwerp Bureau Radio van de NOS zelf. De studio maakte deel uit van diverse studio's die de communicatie moesten behouden bij een kernoorlog ten tijde van de Koude Oorlog. De radiostudio is alleen geschikt voor uitzending via de middengolf omdat naar verwachting de ontvangst van FM-radio en televisie via de ether tijdens of direct na een kernoorlog onmogelijk is. 
Naast deze noodstudio van de NOS zijn er in Nederland ook noodstudio's in het gebouw van het Nationaal Commando Bescherming Bevolking, in de noodzetel van de Nederlandse regering nabij het Ministerie van Financiën in Den Haag en de Noodstudio Lopik vlak bij de Gerbrandytoren bij IJsselstein.